# Champoz
 (février 2023).
Si vous disposez d'ouvrages ou d'articles de référence ou si vous connaissez des sites web de qualité traitant du thème abordé ici, merci de compléter l'article en donnant les références utiles à sa vérifiabilité et en les liant à la section « Notes et références ».
Champoz (/ʃãpo/) est une commune suisse du canton de Berne, située dans la  Vallée de Tavannes, dans l'arrondissement administratif du Jura bernois.

## Géographie

Photo aérienne (1958)

Le village de Champoz se situe à 6 km à vol d’oiseau à l'ouest-sud-ouest de Moutier, sur un col reliant Bévilard à Moutier en passant entre deux chaînes de montagne, le Moron et le Mont-Girod.
Le point culminant se situe à Moron à 1 250 mètres d'altitude.
Le hameau du Petit-Champoz fait également partie de la commune.

## Toponymie
Le nom de la commune, qui se prononce (/ʃãpo/), dérive d'une forme latine campōne, qui désigne un pâturage ou un pâquis.

## Population

### Gentilé et surnom
Les habitants de la commune se nomment parfois les Champions. Ils sont surnommés les Meulons (variété de fromage).

### Démographie
La commune compte 158 habitants au 31 décembre 2023, pour une densité de population de 22 hab./km2 .
Elle comptait 190 habitants en 1850, 191 en 1900, 186 en 1950, 116 en 1980 et 151 en 2000.

## Histoire
Champoz se trouve à l’endroit d'un poste d'observation romain qui contrôlait la route allant de Moutier à Tavannes avant l’ouverture de la route des Gorges de Court.
La première mention écrite remonte à 1365 sous le nom de Champo. Le village appartenait à l'Abbaye de Moutier-Grandval jusqu'à la fin du XVIIIe siècle.
Durant la guerre de Souabe, en 1499, le lieu a été dévasté par les troupes de l'empereur Maximilien Ier.
De 1797 à 1815, Champoz a appartenu à la France, dans le département du Mont-Terrible, puis dans celui du Haut-Rhin. À la suite d'une décision du Congrès de Vienne, en 1815, la commune a été attribuée au canton de Berne, comme toutes celles du District de Moutier.

## Transports
- Sur la ligne ferroviaire Moutier - Tavannes - Sonceboz-Sombeval, gare de Malleray-Bévilard
- Autoroute A16 sortie Loveresse

## Économie
Champoz est un village agricole orienté vers la production laitière, l'élevage et les cultures.
Des gisements de sable vitrifiable ont été exploités sur le Mont-Girod au cours du XXe siècle.

## Curiosités
- Fumoir de Champoz : mise en évidence des produits du terroir dans un cadre rustique.